# Vídua, però no gaire
Vídua, però no gaire va ser una sèrie de televisió en català estrenada el 13 de gener de 1982 en el circuit català de TVE. El seu guionista era Josep Benet i Jornet, que li va donar un toc entre el misteri i la comèdia, una sèrie d'humor plena de detalls a l'estil de la comèdia estatunidenca. La protagonista era l'Àngels Moll. Només es va fer una temporada amb 13 episodis. Gràcies al seu èxit el 10 d'octubre de 1982 es va emetre en castellà a TVE, i malgrat l'èxit assolit Benet i Jornet es va negar a rodar una segona temporada, de manera que el 1984 va rodar Recordar, perill de mort.

## Episodis
1. Comiat per un mort (13 de gener de 1982)
2. Vídua jove busca feina ben pagada (20 de gener de 1982)
3. El pretendent (27 de gener de 1982)
4. Misteri a l'editorial (3 de febrer de 1982)
5. La nit que l'Anna es va emborratxar (10 de febrer de 1982)
6. El visitant nocturn (17 de febrer de 1982)
7. La dama que bevia te (24 de febrer de 1982)
8. Anna passa a l'acció (3 de març de 1982)
9. Dues indefenses dones (10 de març de 1982)
10. El tercer home (17 de març de 1982)
11. Ball de comiat (31 de març de 1982)
12. Sola davant el perill (7 d'abril de 1982)
13. Algú que se'n va (14 d'abril de 1982)

## Repartiment
- Àngels Moll
- Nadala Batiste
- Joan Borràs
- Alfred Lucchetti
- Xesc Forteza
- Enric Arredondo
- Joan Miralles
- Enric Majó
- Miquel Graneri
- Damià Barbany
- Josep Minguell
- Miquel Cors
- Imma Colomer

## Reconeixements
Àngels Moll fou candidata al Fotogramas de Plata 1983 com a millor intèrpret de teatre